# Nebelschütz
Nebelschütz (hornolužickosrbsky Njebjelčicy) je obec v německé spolkové zemi Sasko v zemském okrese Budyšín v Horní Lužici. Má přibližně 1 200 obyvatel, z nichž dvě třetiny obyvatel hovoří hornolužickosrbsky. Ves je známá především díky tradičním velikonočním jízdám.

## Popis
Obec se nachází 3 km východně od města Kamenec a 20 km severozápadně od okresního města Budyšín na území historické země Horní Lužice. Střetávají se zde tři přírodní oblasti, a to rovinatá Hornolužická oblast vřesovišť a rybníků na severovýchodě, zvlněný Hornolužický luh na jihovýchodě a Západolužická pahorkatina a vrchovina na západě. Místními částmi Miltitz a Nebelschütz protéká potok Jauer (Jawora), na kterém byla mezi oběma sídly postavena vodní nádrž sloužící hlavně k rybaření. Nejvyšším bodem je Kamjentna hórka (206,6 m n. m.). Ke spojení s dálnicí A4 slouží státní silnice S 94 spolu s křižovatkou v Burkau, vzdálenou asi 15 km.

## Historie
První historická zmínka o vesnici pochází z roku 1304. K tomuto roku jsou v listině kláštera Marienstern jmenováni dva bratři z Nebelschütz. Lenní příslušnost vesnice ve 14. a 15. století není zcela jasná, pravděpodobně patřila bohatým pánům z Kamence. V záznamech Mariensternu z roku 1374 je zmiňován příjem z Nebelschütz. Vesnice nebo přinejmenším několik statků bylo v průběhu 15. století vícekrát koupeno nebo zastaveno. Jako majitelé části Nebelschütz jsou mezi jinými zmiňováni členové rodiny Metzradt a také město Kamenz. Nejpozději během první čtvrtiny 16. století získal klášter celou ves. V majetku Mariensternu zůstala vesnice až do roku 1832, proto si také obyvatelstvo udrželo i po reformaci katolické vyznání. Od 1. května 2001 je Nebelschütz členem správního sdružení Am Klosterwasser.

## Obyvatelstvo
Podle sčítání obyvatel z roku 2011 se z 1196 obyvatel obce hlásilo 1010 k římskokatolickému vyznání (84,4 %), 50 k evangelickému (4,2 %) a zbylých 136 bylo bez vyznání nebo jej neuvedlo. Podle výzkumu žilo v 80. letech 19. století ve vsi 271 obyvatel, z toho bylo 256 Lužických Srbů (94,5 %) a 15 Němců (5,5 %). Po druhé světové válce podíl srbského obyvatelstva klesl na 55,6 % (údaj pro rok 1956), a to kvůli příchodu Němců vysídlených z Polska a Československa.

## Pamětihodnosti
- katolický farní kostel svatého Martina (Cyrkej swjateho Měrćina), postavený v letech 1741–1743 Zachariasem Hoffmannem (1678–1754)
- nádrž Nebelschütz
- Miltitzská/Miločanská žába – velký granodioritový oblík pocházející z doby ledové
- Wendentor – historická brána mezi ubytovnou Heldhaus a parkem

## Osobnosti
- Jan Skala (1889–1945), lužickosrbský publicista
- Jan Hanski (1925–2004), lužickosrbský malíř

## Správní členění
Obec Nebelschütz se skládá z pěti místních částí:
- Dürrwicknitz (Wěteńca)
- Miltitz (Miłoćicy)
- Nebelschütz (Njebjelčicy)
- Piskowitz (Pěskecy)
- Wendischbaselitz (Serbske Pazlicy).

## Partnerská města
- Roztoky u Jilemnice, Česko
- Hlučín, Česko
- Namysłów, Polsko
- Ladánybene, Maďarsko

## Galerie

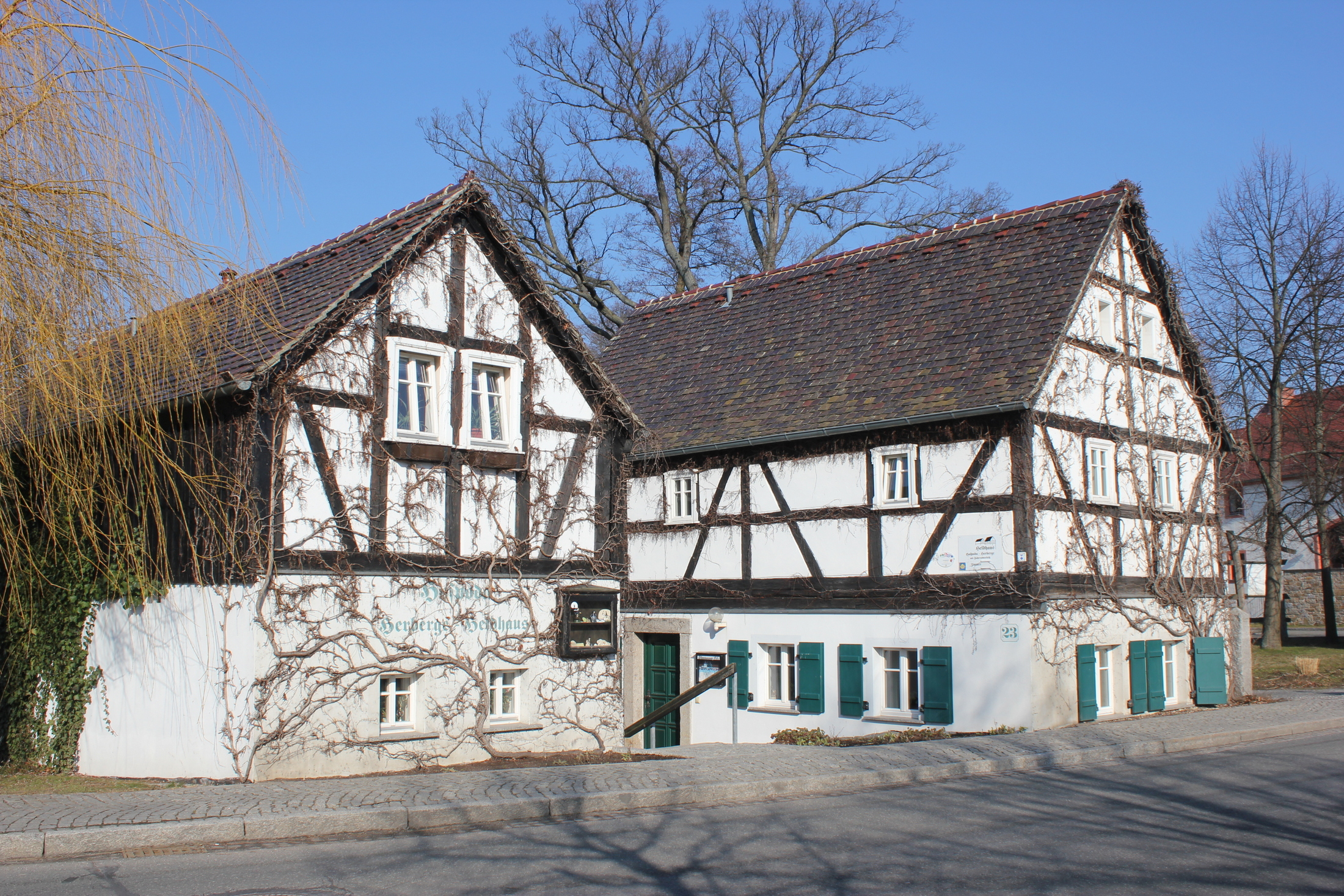
Hostinec Heldec
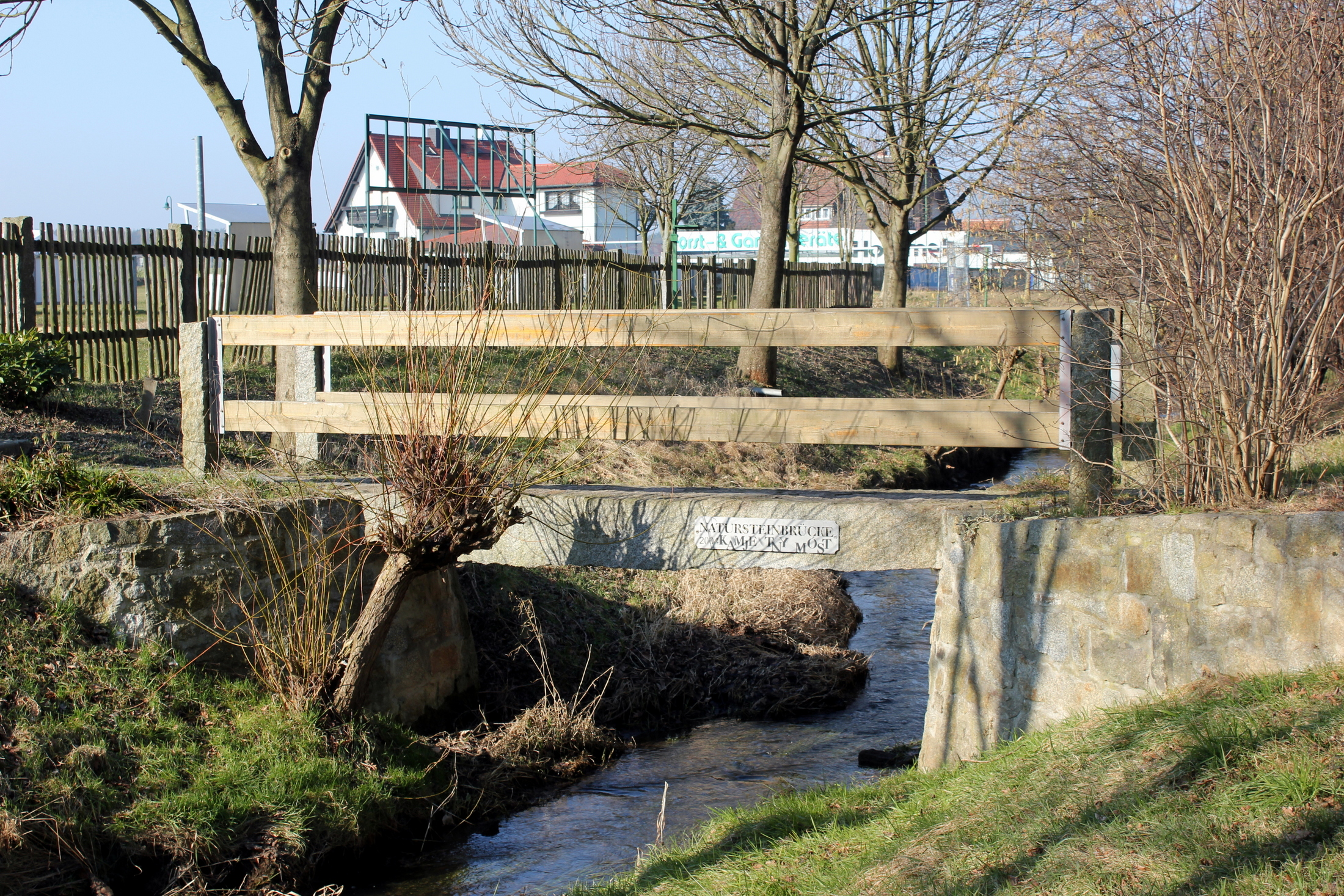
Potok Jauer
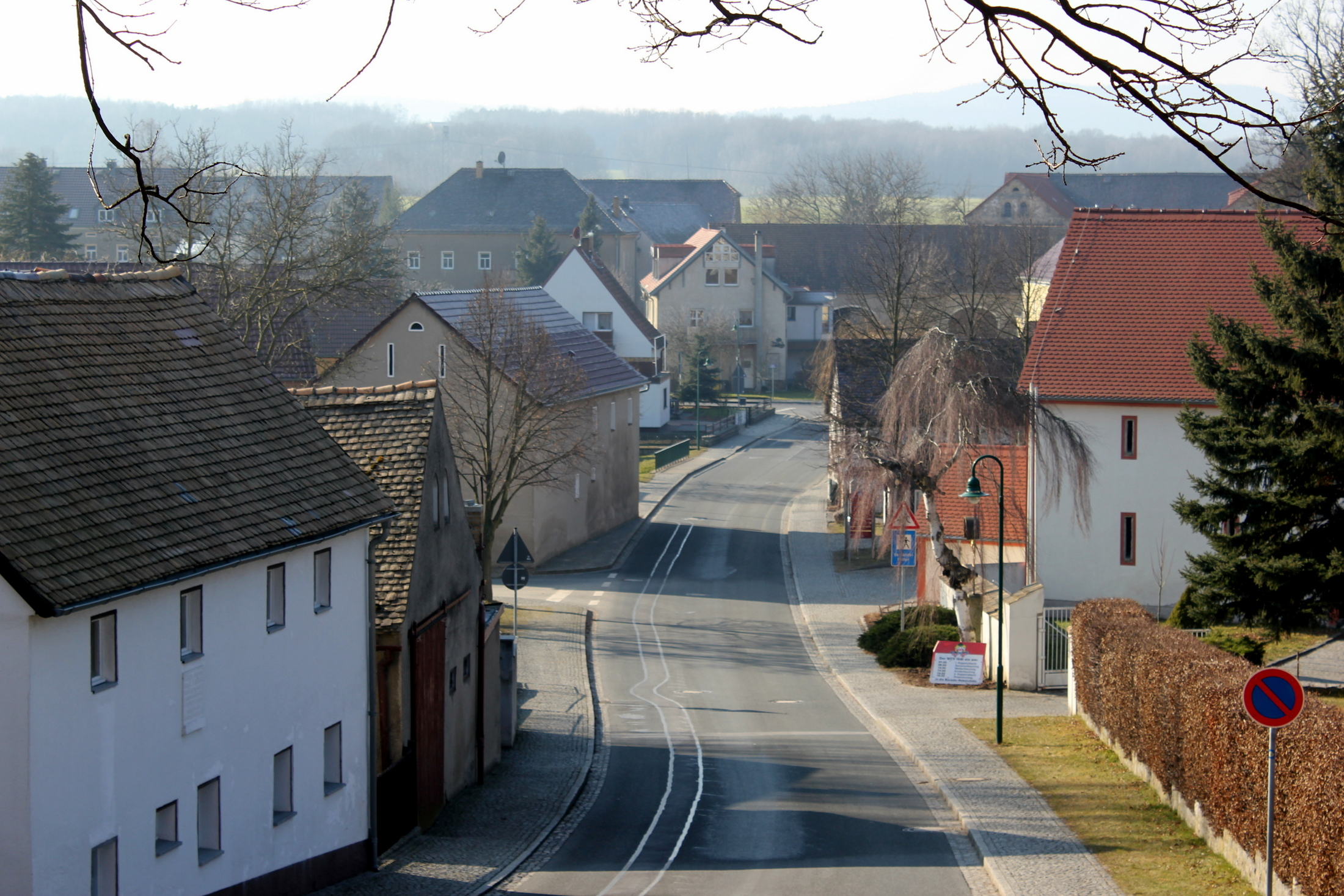
Hlavní cesta
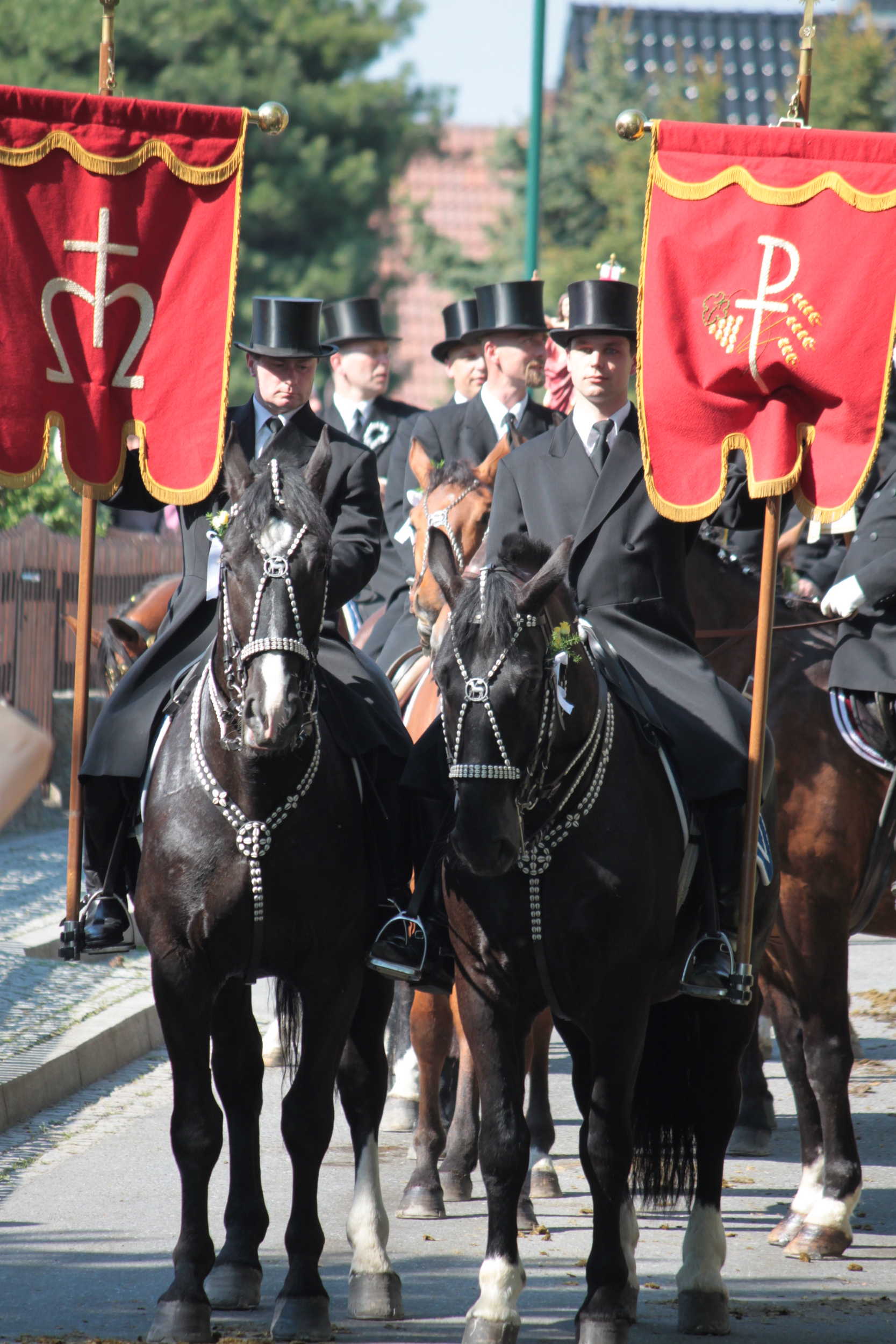
Velikonoční jízda
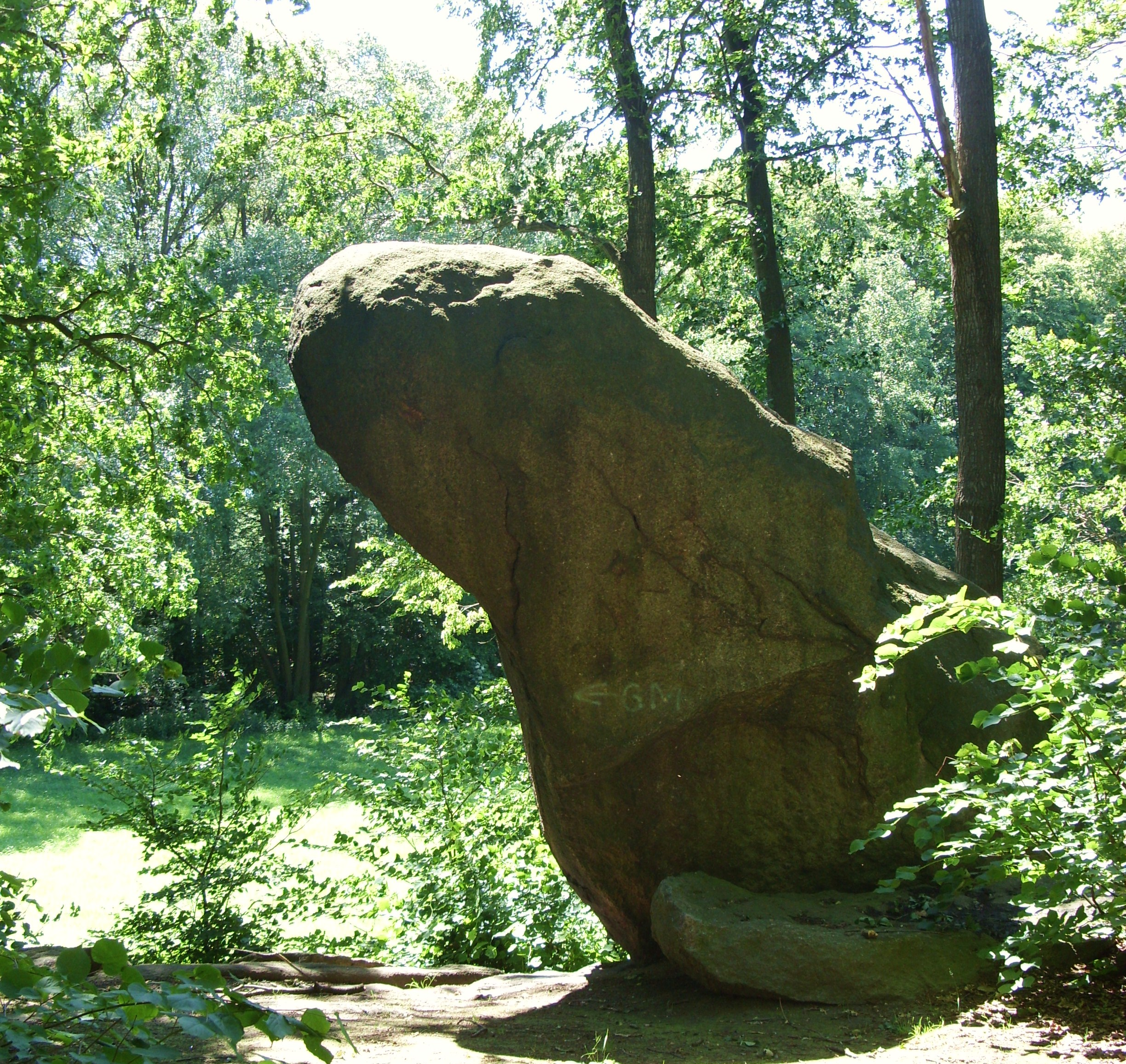
Miločanská žába